# Vampire thamdzsong
A Vampire thamdzsong (hangul: 뱀파이어 탐정, Pemphaio thamdzsong, RR: Baempaieo tamjeong), angol címén Vampire Detective, 2016. márciusában bemutatott dél-koreai televíziós sorozat I Dzsun (Lee Jun), O Dzsongsze (Oh Jeong-se) és I Szejong (Lee Se-yeong) főszereplésével, melyet az OCN csatorna vetít.

## Történet
Jun Szan (Yun San) kiváló kadét a rendőrakadémián, ahol őt és két társát titkos küldetéssel bíznak meg. A dolgok azonban rosszul alakulnak, két társa meghal, Jun Szan (Yun San) pedig vámpírrá válik. A sorozat folyamán Szan (San) magánnyomozóként rejtélyes ügyeket derít fel, miközben kiderül vámpírrá válásának oka is.

## Szereplők
- I Dzsun (Lee Jun) (이준): Jun Szan (Yun San)
- O Dzsongsze (Oh Jeong-se) (오정세): Jong Guhjong (Yong Gu-hyeong)
- I Szejong (Lee Se-yeong) (이세영): Han Gjoul (Han Gyeo-ul)
- Kim Junhje (Kim Yun-hye) (김윤혜): Csong Judzsin (Jeong Yu-jin)
- I Cshonga (Lee Cheong-a) (이청아): Jona (Yona)
- An Szeha (An Se-ha) (안세하): Pak (Park) nyomozó

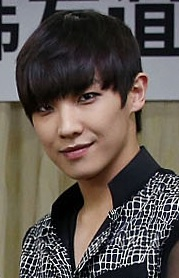
I Dzsun (Lee Jun)
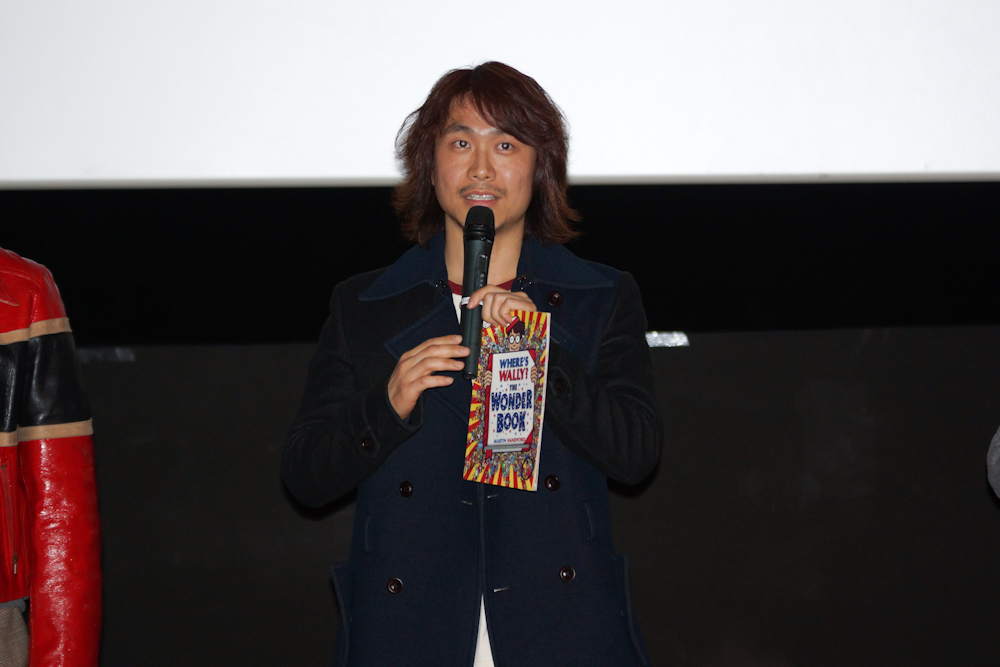
O Dzsongsze (Oh Jeong-se)